# Graham Rix
Graham Cryril Rix (Doncaster, 23 de Outubro de 1957) é um treinador e ex-futebolista inglês.
Nascido em Doncaster, Rix iniciou sua carreira nas categorias de base do Arsenal, onde chegou quando tinha dezesseis anos. Sua estreia na equipe principal aconteceria em 2 de abril de 1977, quando tinha dezenove, na partida contra o Leicester City. Nessa partida, Rix também marcaria seu primeiro tento como profissional. A partir de então, passaria a atuar com grande frequência, tendo conquistado sua posição que pertenceu durante anos a George Armstrong, que acabaria saindo pouco tempo depois.
Juntamente com Liam Brady, formaria uma das grandes equipes do futebol inglês na época, mas que conseguiria como grande título apenas a Copa da Inglaterra de 1979, quando bateu na final o Manchester United por 3 x 2, tendo sido seu o passe para o tento do título de Alan Sunderland. O Arsenal também chegaria em mais duas finais (uma na temporada anterior e outra na posterior ao título), mas perderia ambas. O time também chegaria à final da Recopa Europeia na temporada seguinte ao título, mas acabaria perdendo nos pênaltis após empate em 0 x 0. Rix acabaria desperdiçando sua cobrança, assim como Brady.
Após a saída de Brady para o futebol italiano, muito fora especulado sobre a saída de Rix também. Porém, acabou permanecendo e se tornou capitão do time. Logo em seguida, também participaria da Copa do Mundo de 1982, onde disputaria todas as cinco partidas da Inglaterra no torneio. Para sua infelicidade, o Arsenal nunca conquistou nenhum título durante seu período como capitão. Para piorar, também enfrentou uma série de lesões, o que levaram a perder sua vaga na equipe titular para Martin Hayes. Acabaria sendo emprestado durante uma temporada ao Brentford para retomar a forma, mas disputaria apenas seis partidas. E, em seu retorno ao Arsenal, acabaria sendo vendido ao futebol francês, tendo como destino o pequeno Caen.
Atuando no futebol francês, conseguiria retomar sua forma, sendo importante para a equipe durante o período. Disputaria 89 partidas durante suas três temporadas no Caen, marcando nove vezes. Em seguida, passaria uma temporada no Le Havre, onde disputaria apenas doze partidas. Retornaria ao Reino Unido, mas com destino à Escócia, onde defenderia durante sua última temporada o Dundee (catorze partidas e dois tentos). Ainda retornaria da aposentadoria dois anos depois para defender o Chelsea em uma partida contra sua ex-equipe, o Arsenal.
Após sua aposentadoria, assumiria como novo treinador das categorias de base do Chelsea, tendo permanecido na função durante três anos. Assumiria como assistente do novo treinador Ruud Gullit em 1996, permanecendo na função mesmo após a saída do mesmo e nomeação de Gianluca Vialli como novo treinador. Durante o período, conquistaria mais uma Copa da Inglaterra, uma Copa da Liga Inglesa e, finalmente, sua primeira Recopa Europeia. De quebra, também conquistaria a Supercopa Europeia.
Rix viveria um momento conturbado na carreira quando foi condenado a doze meses de prisão (dos quais crumpriu seis) em março de 1999 por assediar sexualmente uma garota de quinze anos, que era filha de um amigo da família. Rix também foi proibido pela federação inglesa de trabalhar com atletas menores de dezesseis anos. Após sua liberação da prisão, retornou ao Chelsea, onde conquistou mais um título da Copa da Inglaterra, uma Supercopa da Inglaterra e, comandou como interino o clube numa partida, após demissão de Vialli, antes de também ser demitido por Ken Bates.
Em seguida, comandaria o Portsmouth durante treze meses, tendo conseguido apenas dezesseis vitórias em 56 partidas e, também o Oxford United, onde durante seus sete meses no comando, conseguiria apenas seis vitórias em 29 partidas. Ainda teria uma última oportunidade treinando o Heart of Midlothian, onde permaneceria no cargo apenas quatro meses,[carece de fontes?] mas conseguindo um desempenho bem mais satisfatório que os anteriores, com nove vitórias em dezenove partidas. O motivo de sua demissão seria divergências com o dono do clube, Vladimir Romanov.